# Ansonia
Ansonia es un género de sapos, familia de los bufónidos. Es propio del sur de la India, Tailandia, la península de Malasia, la Isla Tioman, Borneo y Mindanao (Filipinas). 

## Lista de especies
Se reconocen las siguientes 29 especies:
- Ansonia albomaculata Inger, 1960.
- Ansonia echinata  Inger & Stuebing, 2009.
- Ansonia endauensis Grismer, 2006.
- Ansonia fuliginea (Mocquard, 1890).
- Ansonia glandulosa Iskandar & Mumpuni, 2004.
- Ansonia guibei Inger, 1966.[2]
- Ansonia hanitschi Inger, 1960.
- Ansonia inthanon Matsui, Nabhitabhata & Panha, 1998.
- Ansonia jeetsukumarani  Wood, Grismer, Ahmad, & Senawi, 2008.
- Ansonia kraensis Matsui, Khonsue, & Nabhitabhata, 2005.
- Ansonia latidisca Inger, 1966.
- Ansonia latiffi  Wood, Grismer, Ahmad, & Senawi, 2008.
- Ansonia latirostra Grismer, 2006.
- Ansonia leptopus (Günther, 1872).
- Ansonia longidigita Inger, 1960.
- Ansonia lumut[3] Chan, Wood Jr, Anuar, Muin, Quah, Sumarli & Grismer, 2014.
- Ansonia malayana Inger, 1960.
- Ansonia mcgregori (Taylor, 1922).
- Ansonia minuta Inger, 1960.
- Ansonia muelleri (Boulenger, 1887).
- Ansonia penangensis Stoliczka, 1870.
- Ansonia platysoma Inger, 1960.
- Ansonia siamensis Kiew, 1985.
- Ansonia smeagol Davis, Grismer, Klabacka, Muin, Quah, Anuar, Wood & Sites, 2016.
- Ansonia spinulifer (Mocquard, 1890).
- Ansonia thinthinae[4] Wilkinson, Sellas & Vindum, 2012
- Ansonia tiomanica Hendrickson, 1966.
- Ansonia torrentis Dring, 1984.
- Ansonia vidua[5] Hertwig, Min, Haas & Das, 2014